# Elatostema panayense
Elatostema panayense är en nässelväxtart som beskrevs av Elmer Drew Merrill. Elatostema panayense ingår i släktet Elatostema och familjen nässelväxter. Inga underarter finns listade i Catalogue of Life.